# Moccus
Moccus ist der Name einer gallischen Gottheit in der Keltischen Mythologie.

## Mythologie
Mocus wird in einer Weiheinschrift aus Langres (Département Haute-Marne, Region Grand Est), dem Gebiet der Lingonen, genannt. Nach der Interpretatio Romana wird er mit Mercurius gleichgesetzt. Vermutlich ist der Name mit irisch mucc  bzw. walisisch mochyn (beides bedeutet „Schwein“) verwandt. Es wird ein Zusammenhang mit der Jagd auf Eber vermutet, so dass er als Schutzgott der Jäger angesehen wird.